# Wybory do Senatu Republiki Czeskiej w 1996 roku
Wybory do Senatu Republiki Czeskiej w 1996 roku odbyły się 15 i 16 października (I tura) oraz 22 i 23 października 1996 (II tura), zgodnie z postanowieniem prezydenta Václava Havla z 21 grudnia 1995. Wyłoniono w nich wszystkich 81 członków I kadencji Senatu. Stało się jedyny raz po ustanowieniu tego organu, bowiem zgodnie z Konstytucją Republiki Czeskiej senatorowie są wybierani na 6-letnią kadencję, przy czym co 2 lata odnawiana jest 1/3 składu izby (27 deputowanych).
Zwycięzcą wyborów została Obywatelska Partia Demokratyczna (ODS), której przedstawiciele zdobyli najwięcej mandatów oraz największą liczbę głosów w obu turach. Miejsca w izbie wyższej Parlamentu Republiki Czeskiej uzyskali także kandydaci wysunięci przez: Czeską Partię Socjaldemokratyczną (ČSSD), Unię Chrześcijańską i Demokratyczną – Czechosłowacką Partię Ludową (KDU-ČSL), Obywatelski Sojusz Demokratyczny (ODA), Komunistyczną Partię Czech i Moraw (KSČM) oraz Unię Demokratyczną (DEU), a także jeden kandydat niezależny.

## Ordynacja wyborcza
Podstawą do przeprowadzenia wyborów była Ustawa z dnia 27 września 1995 o wyborach do Parlamentu Republiki Czeskiej oraz zmianie i uzupełnieniu niektórych innych ustaw (Zákon ze dne 27. září 1995 o volbách do Parlamentu České republiky a o změně a doplnění některých dalších zákonů). Odbyły się one w 81 okręgach jednomandatowych na zasadzie większości bezwzględnej. Jeśli żaden z kandydatów nie uzyskał w danym okręgu ponad 50% głosów ważnych, po 6 dniach od zakończenia głosowania odbywała się decydująca tura w z udziałem 2 kandydatów z najlepszymi wynikami w I turze.
Były to jedyne wybory do Senatu Republiki Czeskiej, w których wyłoniono cały skład izby, a także jedyna elekcja Senatu przeprowadzona równocześnie na obszarze całego kraju oraz niezależnie od wyborów samorządowych. Od 1996 co kolejne 2 lata odnawiana jest 1/3 mandatów, czyli głosowania przeprowadzane jest w 27 okręgach. Senatorów wyłonionych w 1996 podzielono z tego względu na 3 klasy, zależnie od długości kadencji i numeru okręgu – w pierwszej deputowanych wybrano na 2 lata (okręgi o numerach {\displaystyle 1+3n}), w drugiej na 4 lata (okręgi o numerach {\displaystyle 2+3n}), w trzeciej na 6 lat (okręgi o numerach {\displaystyle 3+3n}).
| Kadencja  | Numery okręgów                                                                                          |
| --------- | --- |
| 1996–1998 | 1, 4, 7, 10, 13, 16, 19, 22, 25, 28, 31, 34, 37, 40, 43, 46, 49, 52, 55, 58, 61, 64, 67, 70, 73, 76, 79 |
| 1996–2000 | 2, 5, 8, 11, 14, 17, 20, 23, 26, 29, 32, 35, 38, 41, 44, 47, 50, 53, 56, 59, 62, 65, 68, 71, 74, 77, 80 |
| 1996–2002 | 3, 6, 9, 12, 15, 18, 21, 24, 27, 30, 33, 36, 39, 42, 45, 48, 51, 54, 57, 60, 63, 66, 69, 72, 75, 78, 81 |

Liczba ludności każdego z okręgów nie mogła niższa lub wyższa o 15% od średniej liczby mieszkańców przypadającej na mandat w skali państwa (tzw. normy przedstawicielskiej).
Czynne prawo wyborcze przysługiwało każdemu obywatelowi Republiki Czeskiej, który najpóźniej w drugim dniu głosowania (I tura) ukończył 18. rok życia. Bierne prawo wyborcze miały osoby z prawem czynnym, które najpóźniej w drugim dniu głosowania ukończyły 40. rok życia. Zgłaszać kandydatów mogły partie i ruchy polityczne oraz ich koalicje, ponadto prawo wysunięcia swojej kandydatury przysługiwało każdemu wyborcy, który przedłożył okręgowej komisji wyborczej 1000 podpisów poparcia wyborców zamieszkałych w danym okręgu.

## Pierwsza tura
O mandaty senatorskie ubiegało się 519 kandydatów zgłoszonych przez partie i ruchy polityczne oraz 49 niezależnych. Najwięcej kandydatów wysunęły: Komunistyczna Partia Czech i Moraw (81, jako jedyna we wszystkich okręgach), Obywatelska Partia Demokratyczna (80), Czeska Partia Socjaldemokratyczna (79), Obywatelski Sojusz Demokratyczny (50) oraz Unia Chrześcijańska i Demokratyczna – Czechosłowacka Partia Ludowa (45).
Pierwsza tura głosowania rozpoczęła się 15 października 1996 (godziny 14–22), a zakończyła kolejnego dnia (godziny 7–14). Frekwencja wyniosła 35,08%; najwyższa była w okręgu nr 27 – Praga 1 (49,72%), najniższa w okręgu nr 5 – Chomutov (20,89%).
Dzięki uzyskaniu bezwzględnej większości głosów mandaty senatorskie w I turze zdobyło 3 kandydatów ODS i 1 przedstawiciel KDU–ČSL. Największy odsetek głosów – 54,13% – uzyskał Jan Koukal z ODS (okręg nr 25 – Praga 6). W pozostałych 77 okręgach konieczne było przeprowadzenie kolejnej tury wyborów; w 73 na 1. miejscu znajdowali się kandydaci ODS, w 2 – ODA, w 1 – KDU–ČSL i KSČM.

## Druga tura
W decydującej turze wyborów zmierzyli się kandydaci: Obywatelskiej Partii Demokratycznej (76), Czeskiej Partii Socjaldemokratycznej (48), Unii Chrześcijańskiej i Demokratycznej – Czechosłowackiej Partii Ludowej (17), Obywatelskiego Sojuszu Demokratycznego (7), Komunistycznej Partii Czech i Moraw (4), Unii Demokratycznej (1) oraz 1 kandydat niezależny. Najwięcej było pojedynków między przedstawicielami pierwszych dwóch z wymienionych partii – 47.
Drugą turę przeprowadzono 22 i 23 października 1996 w godzinach analogicznych do poprzedniej rundy głosowania. Frekwencja była niższa niż tydzień wcześniej – 30,63%; najwięcej osób zagłosowało w okręgu nr 20 – Praga 4 (40,94%), najmniej w okręgu nr 70 – Ostrawa-miasto (17,47%).
Zwycięzcą wyborów została ODS, która zdobyła łącznie 32 mandaty. Miejsca w Senacie uzyskały również wszystkie partie, których przedstawiciele znaleźli się w II turze: ČSSD – 25, KDU-ČSL – 13, ODA – 7, KSČM – 2 i DEU – 1, a także kandydat niezależny. Najlepszy procentowo wynik w ponownym głosowaniu – 72,91% – uzyskała Jitka Seitlová z KDU-ČSL (okręg nr 63 – Przerów). Spośród 77 senatorów wyłonionych w II turze 33 uzyskało najlepszy wynik także tydzień wcześniej, zaś 44 zajęło w I turze 2. pozycję.

## Wyniki wyborów
Źródło: Český statistický úřad. 
| Partia zgłaszająca                                                           | I tura    | I tura | II tura   | II tura | Mandaty | Mandaty | Mandaty | Mandaty |  |
| Partia zgłaszająca                                                           | Głosy     | %      | Głosy     | %       | I       | II      | Σ       | %       |  |
| ---------------------------------------------------------------------------- | --------- | ------ | --------- | ------- | ------- | ------- | ------- | ------- |  |
| Obywatelska Partia Demokratyczna (ODS)                                       | 1 006 036 | 36,48  | 1 134 044 | 49,15   | 3       | 29      | 32      | 39,50   |  |
| Czeska Partia Socjaldemokratyczna (ČSSD)                                     | 559 304   | 20,28  | 733 713   | 31,80   | 0       | 25      | 25      | 30,86   |  |
| Unia Chrześcijańska i Demokratyczna – Czechosłowacka Partia Ludowa (KDU-ČSL) | 274 316   | 9,95   | 247 819   | 10,74   | 1       | 12      | 13      | 16,05   |  |
| Obywatelski Sojusz Demokratyczny (ODA)                                       | 222 319   | 8,06   | 119 730   | 5,19    | 0       | 7       | 7       | 8,64    |  |
| Komunistyczna Partia Czech i Moraw (KSČM)                                    | 393 494   | 14,27  | 45 304    | 1,96    | 0       | 2       | 2       | 2,47    |  |
| Unia Demokratyczna (DEU)                                                     | 24 454    | 0,89   | 14 656    | 0,64    | 0       | 1       | 1       | 1,23    |  |
| Pozostałe partie i ruchy polityczne (26)                                     | 160 561   | 5,82   | —         | —       | 0       | —       | 0       | —       |  |
| Kandydaci niezależni                                                         | 117 641   | 4,27   | 11 993    | 0,52    | 0       | 1       | 1       | 1,23    |  |
|                                                                              |           |        |           |         |         |         |         |         |  |
| Ogółem                                                                       | 2 758 125 | 100,00 | 2 307 259 | 100,00  | 4       | 77      | 81      | 100,00  |  |
| Głosy nieważne                                                               | 32 960    | 1,18   | 16 182    | 0,70    |         |         |         |         |  |
| Frekwencja                                                                   | 2 800 108 | 35,03  | 2 326 464 | 30,63   |         |         |         |         |  |

## Lista wybranych senatorów
Wytłuszczono imiona i nazwiska oraz odsetek głosów oddanych na kandydatów, którzy zdobyli mandaty w I turze głosowania. W nawiasach podano miejsce zajęte przez danego kandydata w I turze.
Źródło: Český statistický úřad.
| Okręg wyborczy            | Imię i nazwisko    | Partia zgłaszająca | I tura     | II tura | Kadencja  |
| ------------------------- | ------------------ | ------------------ | ---------- | ------- | --------- |
| 1 – Karlowe Wary          | Vladimír Kulhánek  | ODS                | 41,74 (1.) | 61,31   | 1996–1998 |
| 2 – Sokolov               | Jiří Vyvadil       | ČSSD               | 27,03 (2.) | 55,04   | 1996–2000 |
| 3 – Cheb                  | Peter Morávek      | ČSSD               | 26,97 (2.) | 57,81   | 1996–2002 |
| 4 – Most                  | Richard Falbr      | niezależny         | 26,34 (2.) | 53,23   | 1996–1998 |
| 5 – Chomutov              | Ladislav Drlý      | KSČM               | 22,00 (2.) | 56,03   | 1996–2000 |
| 6 – Louny                 | Ivan Havlíček      | ČSSD               | 23,71 (2.) | 55,86   | 1996–2002 |
| 7 – Pilzno-południe       | Jaroslav Jurečka   | ODS                | 41,88 (1.) | 51,59   | 1996–1998 |
| 8 – Rokycany              | František Jirava   | ČSSD               | 28,20 (2.) | 55,60   | 1996–2000 |
| 9 – Pilzno-miasto         | Bohuslav Kulhánek  | ODS                | 49,09 (1.) | 62,38   | 1996–2002 |
| 10 – Český Krumlov        | Karel Vachta       | ČSSD               | 20,49 (2.) | 51,77   | 1996–1998 |
| 11 – Domažlice            | Petr Smutný        | ČSSD               | 23,10 (2.) | 50,32   | 1996–2000 |
| 12 – Strakonice           | Pavel Rychetský    | ČSSD               | 24,41 (2.) | 55,83   | 1996–2002 |
| 13 – Tabor                | Pavel Eybert       | ODS                | 42,88 (1.) | 52,96   | 1996–1998 |
| 14 – Czeskie Budziejowice | Jiří Pospíšil      | ODS                | 40,40 (1.) | 56,11   | 1996–2000 |
| 15 – Pelhřimov            | Milan Štěch        | ČSSD               | 25,11 (2.) | 52,41   | 1996–2002 |
| 16 – Beroun               | Jiří Rückl         | ODA                | 19,02 (2.) | 50,16   | 1996–1998 |
| 17 – Praga 12             | Jan Krámek         | ODS                | 48,65 (1.) | 56,11   | 1996–2000 |
| 18 – Przybram             | Zdeněk Vojíř       | ČSSD               | 21,71 (2.) | 52,85   | 1996–2002 |
| 19 – Praga 11             | Václav Mencl       | ODS                | 47,81 (1.) | 63,70   | 1996–1998 |
| 20 – Praga 4              | Zdeněk Klausner    | ODS                | 48,63 (1.) | 53,80   | 1996–2000 |
| 21 – Praga 5              | Michael Žantovský  | ODA                | 36,55 (2.) | 56,07   | 1996–2002 |
| 22 – Praga 10             | Milan Kondr        | ODS                | 50,84 (1.) | —       | 1996–1998 |
| 23 – Praga 8              | Alena Palečková    | ODS                | 40,10 (1.) | 62,63   | 1996–2000 |
| 24 – Praga 9              | Josef Pavlata      | ODS                | 48,41 (1.) | 62,45   | 1996–2002 |
| 25 – Praga 6              | Jan Koukal         | ODS                | 54,13 (1.) | —       | 1996–1998 |
| 26 – Praga 2              | Vladimír Zeman     | ODS                | 53,79 (1.) | —       | 1996–2000 |
| 27 – Praga 1              | Václav Benda       | ODS                | 39,97 (1.) | 55,67   | 1996–2002 |
| 28 – Mielnik              | Jaroslav Horák     | ODS                | 44,83 (1.) | 55,55   | 1996–1998 |
| 29 – Litomierzyce         | Karel Burda        | ODS                | 41,93 (1.) | 60,60   | 1996–2000 |
| 30 – Kladno               | Ladislav Svoboda   | ČSSD               | 19,66 (2.) | 54,94   | 1996–2002 |
| 31 – Uście nad Łabą       | Oto Neubauer       | ČSSD               | 27,39 (2.) | 59,88   | 1996–1998 |
| 32 – Cieplice             | Jaroslav Musial    | ČSSD               | 19,62 (2.) | 52,68   | 1996–2000 |
| 33 – Děčín                | Egon Lánský        | ČSSD               | 30,34 (2.) | 56,96   | 1996–2002 |
| 34 – Liberec              | Přemysl Sobotka    | ODS                | 37,47 (1.) | 56,31   | 1996–1998 |
| 35 – Jablonec nad Nysą    | František Vízek    | ČSSD               | 24,70 (2.) | 50,80   | 1996–2000 |
| 36 – Česká Lípa           | Miroslav Coufal    | ČSSD               | 21,65 (2.) | 52,86   | 1996–2002 |
| 37 – Jiczyn               | Jiří Liška         | ODS                | 44,79 (1.) | 56,52   | 1996–1998 |
| 38 – Mladá Boleslav       | Jarmila Filipová   | ODS                | 39,61 (1.) | 59,36   | 1996–2000 |
| 39 – Trutnov              | Vlastimil Šubrt    | ODS                | 38,92 (1.) | 53,81   | 1996–2002 |
| 40 – Kutná Hora           | Karel Floss        | ČSSD               | 26,42 (2.) | 53,07   | 1996–1998 |
| 41 – Benešov              | Libuše Benešová    | ODS                | 46,12 (1.) | 60,88   | 1996–2000 |
| 42 – Kolín                | Vladislav Malát    | ODS                | 35,82 (1.) | 55,28   | 1996–2002 |
| 43 – Pardubice            | Jaroslava Moserová | ODA                | 20,58 (2.) | 56,06   | 1996–1998 |
| 44 – Chrudim              | Petr Pithart       | KDU-ČSL            | 29,90 (2.) | 61,70   | 1996–2000 |
| 45 – Hradec Králové       | Karel Barták       | ODA                | 21,31 (2.) | 50,48   | 1996–2002 |
| 46 – Uście nad Orlicą     | Bohumil Čada       | KDU-ČSL            | 26,84 (2.) | 57,23   | 1996–1998 |
| 47 – Náchod               | Miloslav Müller    | ODS                | 48,84 (1.) | 62,13   | 1996–2000 |
| 48 – Rychnov nad Kněžnou  | František Bartoš   | KDU-ČSL            | 20,42 (2.) | 53,34   | 1996–2002 |
| 49 – Blansko              | Libor Pavlů        | ČSSD               | 21,54 (2.) | 53,92   | 1996–1998 |
| 50 – Svitavy              | Jiří Brýdl         | KDU-ČSL            | 24,54 (2.) | 57,77   | 1996–2000 |
| 51 – Zdziar nad Sazawą    | Jiří Šenkýř        | KDU-ČSL            | 23,20 (2.) | 57,61   | 1996–2002 |
| 52 – Igława               | Václav Jehlička    | ODA                | 38,03 (1.) | 70,49   | 1996–1998 |
| 53 – Třebíč               | Pavel Heřman       | DEU                | 21,17 (2.) | 59,66   | 1996–2000 |
| 54 – Znojmo               | Milan Špaček       | KDU-ČSL            | 23,26 (2.) | 69,58   | 1996–2002 |
| 55 – Brno-wieś            | Vlasta Svobodová   | ODS                | 35,72 (1.) | 59,71   | 1996–1998 |
| 56 – Brzecław             | Jiří Pavlov        | ODS                | 37,27 (1.) | 50,29   | 1996–2000 |
| 57 – Vyškov               | Oldřich Dočekal    | KDU-ČSL            | 22,35 (2.) | 59,19   | 1996–2002 |
| 58 – Brno-miasto          | Luděk Zahradníček  | ODS                | 37,98 (1.) | 54,45   | 1996–1998 |
| 59 – Brno-miasto          | Richard Salzmann   | ODS                | 46,00 (1.) | 58,32   | 1996–2000 |
| 60 – Brno-miasto          | Jan Zahradníček    | KDU-ČSL            | 50,06 (1.) | —       | 1996–2002 |
| 61 – Ołomuniec            | Josef Jařab        | ODA                | 25,21 (2.) | 55,02   | 1996–1998 |
| 62 – Prościejów           | Jan Kavan          | ČSSD               | 24,69 (2.) | 53,85   | 1996–2000 |
| 63 – Przerów              | Jitka Seitlová     | ODA                | 26,27 (1.) | 72,91   | 1996–2002 |
| 64 – Bruntál              | Zdeněk Babka       | ČSSD               | 26,83 (2.) | 62,93   | 1996–1998 |
| 65 – Šumperk              | Václav Reitinger   | ČSSD               | 19,71 (2.) | 54,52   | 1996–2000 |
| 66 – Ołomuniec            | Karel Korytář      | ČSSD               | 23,49 (2.) | 52,45   | 1996–2002 |
| 67 – Nowy Jiczyn          | František Konečný  | ODS                | 34,12 (1.) | 50,15   | 1996–1998 |
| 68 – Opawa                | Jan Voráček        | ODS                | 25,61 (1.) | 56,33   | 1996–2000 |
| 69 – Frydek-Mistek        | Věra Vašinková     | ČSSD               | 28,32 (2.) | 52,46   | 1996–2002 |
| 70 – Ostrawa-miasto       | Mirek Topolánek    | ODS                | 37,94 (1.) | 51,31   | 1996–1998 |
| 71 – Ostrawa-miasto       | Jan Zapletal       | ČSSD               | 24,85 (2.) | 52,69   | 1996–2000 |
| 72 – Ostrawa-miasto       | Vítězslav Matuška  | ČSSD               | 23,28 (2.) | 52,75   | 1996–2002 |
| 73 – Frydek-Mistek        | Emil Škrabiš       | KDU-ČSL            | 23,05 (2.) | 61,43   | 1996–1998 |
| 74 – Karwina              | Alfréd Michalík    | ČSSD               | 26,48 (2.) | 59,78   | 1996–2000 |
| 75 – Karwina              | Antonín Petraš     | KSČM               | 28,16 (1.) | 52,25   | 1996–2002 |
| 76 – Kromieryż            | Eva Nováková       | KDU-ČSL            | 21,49 (2.) | 55,18   | 1996–1998 |
| 77 – Vsetín               | Vladimír Oplt      | ODS                | 39,92 (1.) | 52,02   | 1996–2000 |
| 78 – Zlin                 | Irena Ondrová      | ODS                | 35,87 (1.) | 52,64   | 1996–2002 |
| 79 – Hodonín              | Jan Benda          | KDU-ČSL            | 21,23 (2.) | 54,04   | 1996–1998 |
| 80 – Zlin                 | Jiří Stodůlka      | KDU-ČSL            | 29,48 (2.) | 60,16   | 1996–2000 |
| 81 – Uherské Hradiště     | Jaroslav Petřík    | KDU-ČSL            | 26,45 (1.) | 65,96   | 1996–2002 |